# Nikolai Jakowlewitsch Zinger

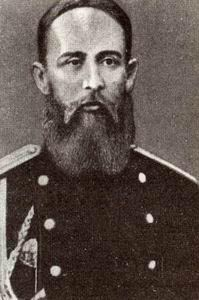
Nikolai Jakowlewitsch Zinger

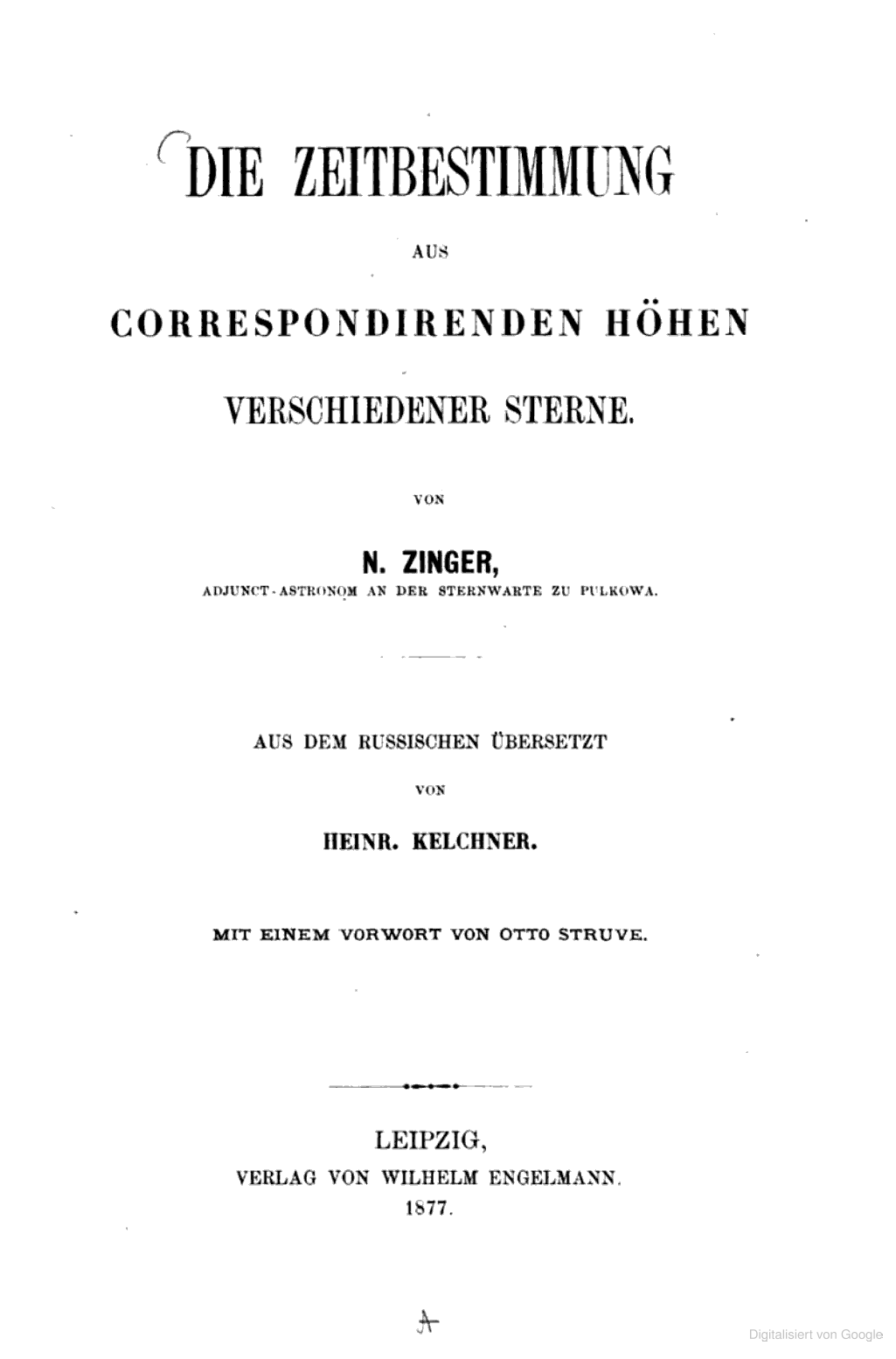
Zeitbestimmung nach Zinger

Nikolai Jakowlewitsch Zinger (russisch Николай Яковлевич Цингер, * 7. Apriljul. / 19. April 1842greg. in Moskau; † 16. Oktober 1918 in Petrograd) war ein russischer Geodät, Kartograf und Astronom sowie Generalleutnant im Russischen Kaiserreich.

## Leben
Zinger wurde in einer deutschstämmigen Familie in Moskau geboren. Der Mathematiker und Botaniker Wassili Zinger war sein älterer Bruder. Er absolvierte 1860 eine Ausbildung im 1. Moskauer Kadettenkorps und 1863 an der Michael-Artillerieakademie in St. Petersburg. Anschließend setzte er seine militärische Laufbahn fort und wurde gleichzeitig Dozent für Mathematik. 1870 beendete er ein Studium an der Nikolajew-Marineakademie in Sankt Petersburg und wurde anschließend als Geodät in die Abteilung Militär-Topographie des Generalstabs versetzt. Von 1872 bis 1883 war er Adjunkt am Pulkowo-Observatorium nahe Sankt Petersburg. 1873 wurde er Professor für Geodäsie und Astronomie an der Generalstabsakademie der Kaiserlich Russischen Armee und 1884 zugleich an der Nikolajew-Marineakademie. 1899 wurde ihm von der Universität Kasan der Doktortitel verliehen. Von 1905 bis zu seinem Todesjahr 1918 war er einer der Vorsitzenden der Russischen Geographischen Gesellschaft (Abteilung mathematische Geographie).
Zinger leistete wichtige Beiträge zur Entwicklung der Geodäsie, der praktischen und theoretischen Astronomie, der Kartografie und der Anwendung mathematischer Methoden. Für seine Schrift über die Zeitbestimmung aus gleichen Höhen verschiedener Sterne, die später als Zinger-Methode bezeichnet wurde, verlieh ihm die Russische Geographische Gesellschaft eine Goldmedaille. Er veröffentlichte mehrere wegweisende Arbeiten zur Gravimetrie und zur mathematischen Kartografie. Er verfasste außerdem Lehrbücher zur Geodäsie und Astronomie.
1900 wurde als korrespondierendes Mitglied in die Russische Akademie der Wissenschaften aufgenommen. Er wurde mit mehreren Orden ausgezeichnet. 1896 wurde er zum Generalleutnant befördert.
Er starb 1918 in Petrograd und wurde auf dem evangelischen Teil des Wolkowo-Friedhofs beigesetzt. Das Grab ist nicht erhalten.

## Ehrungen
- Nach Zinger wurde ein Kap auf der zur Inselgruppe Sewernaja Semlja gehörenden Bolschewik-Insel benannt.
- Ein Berg auf Spitzbergen trägt ebenfalls seinen Namen.
- Der Mondkrater Tsinger wurde 1970 von der IAU offiziell nach Nikolai Zinger benannt.[4]